# William Henry Carter

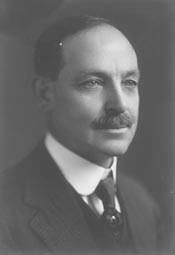
William Henry Carter

William Henry Carter (* 15. Juni 1864 in Needham, Massachusetts; † 23. April 1955 ebenda) war ein US-amerikanischer Politiker. Zwischen 1915 und 1919 vertrat er den Bundesstaat Massachusetts im US-Repräsentantenhaus.

## Werdegang
William Carter besuchte die öffentlichen Schulen seiner Heimat und danach das Comers Commercial College in Boston. Anschließend arbeitete er in verschiedenen Funktionen für die Firma William Carter Co.,  die Unterwäsche herstellte. Gleichzeitig schlug er als Mitglied der Republikanischen Partei eine politische Laufbahn ein. Im Jahr 1906 war er Abgeordneter im Repräsentantenhaus von Massachusetts; zwischen 1907 und 1908 gehörte er dem Staatsvorstand seiner Partei an.
Bei den Kongresswahlen des Jahres 1914 wurde Carter im 13. Wahlbezirk von Massachusetts in das US-Repräsentantenhaus in Washington, D.C. gewählt, wo er am 4. März 1915 die Nachfolge von John Joseph Mitchell antrat. Nach einer Wiederwahl konnte er bis zum 3. März 1919 zwei Legislaturperioden im Kongress absolvieren. Diese waren von den Ereignissen des Ersten Weltkrieges geprägt. Im Jahr 1918 verzichtete er auf eine weitere Kandidatur.
Nach dem Ende seiner Zeit im US-Repräsentantenhaus stieg William Carter auch in die Immobilienbranche ein. Ab 1918 war er Präsident der Firma William Carter Co.,  für die er vormals gearbeitet hatte. Er starb am 23. April 1955 in Needham, wo er auch beigesetzt wurde.